# Luspentjärnen
Luspentjärnen är en sjö i Arvidsjaurs kommun i Lappland och ingår i Byskeälvens huvudavrinningsområde. Sjön har en area på 0,292 kvadratkilometer och ligger 424,3 meter över havet.

## Delavrinningsområde
Luspentjärnen ingår i det delavrinningsområde (727101-166890) som SMHI kallar för Ovan Bäverån. Medelhöjden är 366 meter över havet och ytan är 39,32 kvadratkilometer. Räknas de 92 avrinningsområdena uppströms in blir den ackumulerade arean 1 456,56 kvadratkilometer. Avrinningsområdets utflöde Byskeälven mynnar i havet. Avrinningsområdet består mestadels av skog (75 procent) och sankmarker (19 procent). Avrinningsområdet har 0,64 kvadratkilometer vattenytor vilket ger det en sjöprocent på 1,6 procent.